# Bianzone
Bianzone est une commune italienne d'environ 1 200 habitants située dans la province de Sondrio en Lombardie, dans le nord de l'Italie.

## Administration
| Période                                  | Période | Identité | Étiquette | Qualité |
| ---------------------------------------- | ------- | -------- | --------- | ------- |
|                                          |         |          |           |         |
| Les données manquantes sont à compléter. |         |          |           |         |

### Hameaux
Bratta, Piazzeda, Campei, Campione, Nemina

### Communes limitrophes
Teglio, Villa di Tirano

## Personnalités nées à Bianzone
- Nino Bibbia (1922- ... ), champion olympique en skeleton en 1948 aux Jeux de Saint-Moritz.